# Valpovo
Valpovo (tyska: Walpau, ungerska: Valpó) är en stad i Kroatien. Tätorten Valpovo har 7 904 och kommunen 12 327 invånare (2001). Staden ligger nära den ungerska gränsen i Osijek-Baranjas län i landskapet Slavonien i östligaste Kroatien.

## Orter i kommunen
Valpovo är huvudorten i kommunen med samma namn. I kommunen finns förutom Valpovo följande 7 orter: Harkanovci, Ivanovci, Ladimirevci, Marjančaci, Nard, Šag och Zelčin.

## Historia
Arkeologiska fynd visar att området där Valpovo ligger var bebott redan under yngre stenålder. Under den sena antiken lät romarna, som då behärskade området, uppföra garnisonen Iovallium på platsen där dagens Valpovo ligger.
1332 nämns Valpovo för första gången i ett skrivet dokument. I ett dokument från 1438 nämns borgen Valpovo som egendom tillhörande familjen Morović. Under kommande århundrade styrdes staden av kroatisk och ungersk adel och i samband med parlamentet i Cetin i början av 1500-talet hamnade den under den habsburgska kronan.
Den 23 juni 1543 intogs Valpovo av osmanerna som behöll kontrollen över staden fram till den 30 september 1687 då den turkiske befälhavaren Muharem kapitulerade inför den habsburgska kejserliga armén. Sedan osmanerna dragit sig tillbaka dominerades staden av det Wienska hovliga handelskompaniet. 1721 skänkte kejsaren Karl VI handelkompaniets egendom till familjen Hilleprand de Prandau som kom att dominera staden fram till 1885. Sedan den siste manlige medlemmen av familjen avlidit övertogs egendomen av den grevliga familjen Normann som kom att dominera staden fram till 1944 och andra världskrigets slut.

## Arkitektur och byggnadsverk
- Slottet Prandau-Normann är ett slott i barockstil. Slottet är en till- och utbyggnad av en äldre befästning från medeltiden och fick sin nuvarande skepnad under 1700-talet. Det är ett av de äldsta och största slotten i Slavonien.
- Obefläckade avlelsens kyrka (Začeće Marijino) är en kyrka uppförd 1722 i barockstil.